# Nsanje (district)
Nsanje is een district in de zuid regio van Malawi. Het is het meest zuidelijk gelegen district van dit land. Het district heeft een inwoneraantal van 194.924 en een oppervlakte van 1942 km².